# Estación de Wollerau
La estación de Wollerau es una estación ferroviaria de la comuna suiza de Wollerau, en el Cantón de Schwyz.

## Historia y ubicación
La estación se encuentra ubicada en el centro del núcleo urbano de Wollerau. Fue inaugurada en 1891 con la apertura de la línea férrea Pfäffikon SZ - Arth-Goldau. Cuenta con un único andén central al que acceden dos vías pasantes, y además también existe una vía muerta.
En términos ferroviarios, la estación se sitúa en la línea Pfäffikon SZ - Arth-Goldau. Sus dependencias ferroviarias colaterales son la estación de Wilen bei Wollerau hacia Pfäffikon SZ y la estación de Riedmatt en dirección Arth-Goldau.

## Servicios ferroviarios
Los servicios ferroviarios de esta estación están prestados por SOB (SudÖstBahn):

### Larga distancia
- IR Voralpen Romanshorn - Neukirch-Egnach - Muolen - Häggenschwil-Winden - Roggwil-Berg - Wittenbach - San Galo-San Fiden - San Galo - Herisau - Degersheim - Wattwil - Uznach - Schmerikon - Rapperswil - Pfäffikon - Wollerau - Biberbrugg - Arth-Goldau - Küssnacht am Rigi - Meggen Zentrum - Lucerna Verkehrshaus - Lucerna. Servicios cada hora.

### S-Bahn Zúrich
La estación está integrada dentro de la red de trenes de cercanías S-Bahn Zúrich, y en la que efectúan parada los trenes de una línea perteneciente a S-Bahn Zúrich:
- S 40 Rapperswil – Pfäffikon SZ – Samstagern – Einsiedeln